# Christian Slater

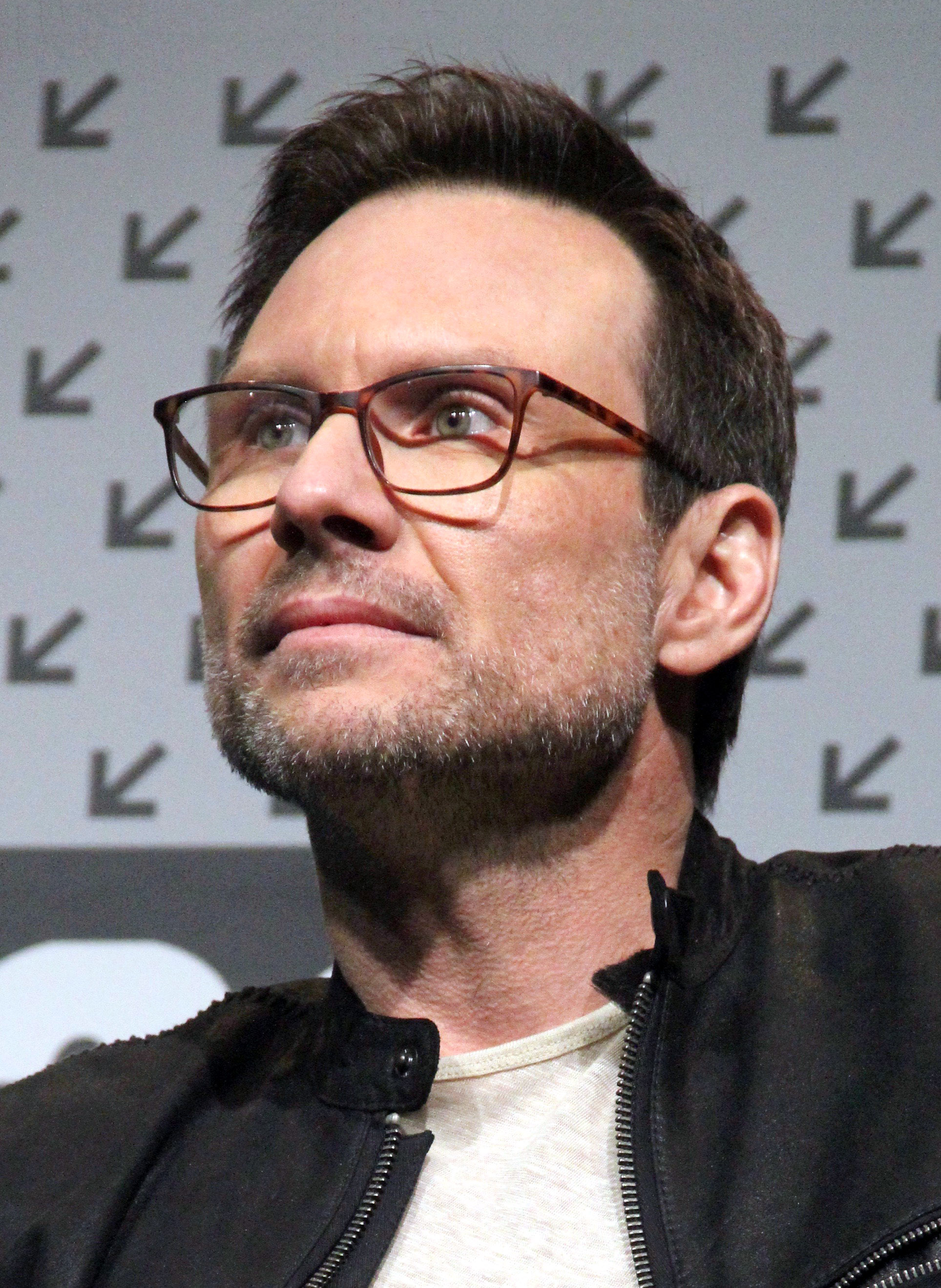
Christian Slater (2016)

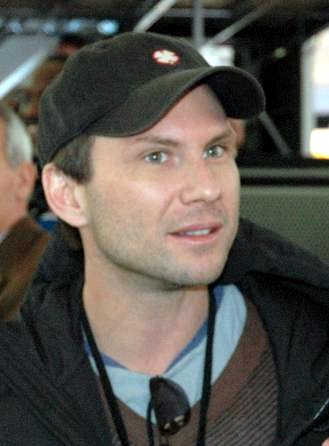
Christian Slater (2007)

Christian Michael Leonard Slater (* 18. August 1969 in New York City) ist ein US-amerikanischer Schauspieler und Fernsehproduzent.

## Leben

### Familie und Herkunft
Christian Slater wurde am 18. August 1969 als Sohn des Schauspielers Michael Hawkins (* 1938) und der Casting-Agentin Mary Jo Slater (* 1946) in New York City geboren; die Familie ist irisch-englischer Abstammung.

### Karriere
1976 hatte Slater auf Vermittlung seiner Mutter mit sieben Jahren seinen ersten Fernsehauftritt in der US-amerikanischen Fernseh-Soap The Edge of Night. In den frühen 1980er Jahren trat er als Theaterschauspieler regelmäßig in Broadway-Shows auf. In dem Actionfilm Zeit der Vergeltung von 1985 spielte Slater seine erste Filmrolle, die gleich eine größere war. Zwei Jahre später zog er nach Los Angeles und entschied sich für die Filmschauspielerei. 
Einem breiteren Publikum erstmals bekannt wurde er durch die Literaturverfilmung Der Name der Rose von 1986, in dem er an der Seite von Sean Connery die zweite Hauptrolle des Novizen Adson verkörperte. Im Gegensatz zum Kinoerfolg in Europa war Der Name der Rose in Slaters Heimatland USA allerdings nur mäßig erfolgreich; hier machte ihn insbesondere die Rolle eines mörderischen Highschool-Studenten in der Schwarzen Komödie Heathers aus dem Jahr 1988 populär. Weitere Teenager-Rollen folgten, so in Gleaming Heart – Rebellen auf Skateboards (1989) und Hart auf Sendung (1990). In dem Kultfilm True Romance (1993) nach einem Drehbuch von Quentin Tarantino spielten er und Patricia Arquette in den Hauptrollen ein frischvermähltes Ehepaar, das sich auf der Flucht vor der Mafia befindet.
In den 1990er-Jahren erreichte seine Karriere ihren Höhepunkt, als er an aufwendig produzierten Hollywood-Filmen wie Robin Hood – König der Diebe (1991), Interview mit einem Vampir (1994), Operation: Broken Arrow (1996) und Hard Rain (1998) in Hauptrollen oder größeren Nebenrollen mitwirkte. Um die Jahrtausendwende erlitt seine Filmkarriere durch negative Schlagzeilen aus seinem Privatleben sowie einige schwach rezipierte Filme wie Crime is King oder Windtalkers einen Schaden. In der Folge spielte er Hauptrollen in einigen kleineren Filmproduktionen, darunter Uwe Bolls Alone in the Dark (2005), die Verfilmung des gleichnamigen Computerspiels. In den 2010er-Jahren spielte er eine Reihe von Charakterrollen, so in Lars von Triers erotischem Filmdrama Nymphomaniac (2013), als schwuler Pornoproduzent Bryan Kocis in King Cobra (2016) und als neugieriger Journalist an der Seite von Glenn Close in Die Frau des Nobelpreisträgers (2017).
Nachdem sein Erfolg im Bereich der Kinofilme nachgelassen hatte, wandte sich Slater in den 2000er-Jahren wieder vermehrt der Fernseharbeit zu und war hiermit erfolgreich. 2002 hatte er in der populären Serie The West Wing – Im Zentrum der Macht einen drei Folgen umspannenden Gastauftritt. Danach spielte er Hauptrollen in den Fernsehserien  My Own Worst Enemy (2008), The Forgotten (2009–2010), Breaking In (2011–2012) und Mind Games (2014), die allesamt nach der ersten Staffel eingestellt wurden. Von 2015 bis 2019 verkörperte Slater die titelgebende Rolle der Kabelserie Mr. Robot, die von der Kritik gelobt wurde und vier Staffeln lief. 2016 erhielt er für Mr. Robot den Golden Globe Award in der Kategorie Bester Nebendarsteller – Serie, Mini-Serie oder TV-Film.
Neben Auftritten vor der Kamera ist Slater auch für seine Sprechrollen bekannt; er spricht seit den 1990er-Jahren verschiedene Figuren in Animationsfilmen und -serien, außerdem war er mehrfach für Dokumentarfilme als Erzählerstimme aktiv.

### Privates
Im Jahr 2000 heirateten Christian Slater und Ryan Haddon. Sie haben zusammen zwei Kinder (geb. 1999 und 2001). 2005 gab das Ehepaar seine Trennung bekannt. Sein Halbbruder Ryan Slater ist ebenfalls Schauspieler.
Seit Dezember 2013 ist Slater mit Brittany Lopez verheiratet. Sie haben zusammen eine Tochter und einen Sohn.

### Konflikte mit dem Gesetz
1989 wurde Slater wegen einer Trunkenheitsfahrt festgenommen. Er wurde zu zehn Tagen Gefängnis verurteilt. 1994 wurde er festgenommen, weil er versucht hatte, auf einem Linienflug eine Waffe mitzunehmen. Er wurde zu gemeinnütziger Arbeit verurteilt.
1997 soll er seine damalige Freundin Michelle Jonas angegriffen haben, während er unter dem Einfluss von Alkohol und anderen Drogen stand. Er verbrachte über 100 Tage in einer Entzugsklinik. Danach wurde er zu drei Monaten Haft und drei Monaten in einer Entzugsklinik verurteilt. Im Mai 2005 wurde Slater in Manhattan festgenommen, weil er auf offener Straße eine Passantin sexuell belästigt haben soll. Im September des Jahres wurde das Verfahren unter Auflagen eingestellt.

## Filmografie (Auswahl)
- 1985: Zeit der Vergeltung (The Legend of Billie Jean)
- 1986: Der Equalizer (The Equalizer, Fernsehserie, eine Folge)
- 1986: Der Name der Rose
- 1988: Tucker
- 1988: Heathers
- 1989: Gleaming Heart – Rebellen auf Skateboards (Gleaming the Cube)
- 1989: Moon Trek (Beyond the Stars)
- 1989: Joy Stick Heroes (The Wizard)
- 1989: Aus Liebe und Verzweiflung (Desperate For Love)
- 1990: Hart auf Sendung (Pump Up the Volume)
- 1990: Blaze of Glory – Flammender Ruhm (Young Guns II)
- 1990: Geschichten aus der Schattenwelt (Tales from the Darkside)
- 1991: Die wahren Bosse – Ein teuflisches Imperium (Mobsters)
- 1991: Robin Hood – König der Diebe (Robin Hood: Prince of Thieves)
- 1991: Star Trek VI: Das unentdeckte Land (Star Trek VI: The Undiscovered Country)
- 1992: Kuffs – Ein Kerl zum Schießen (Kuffs)
- 1993: True Romance
- 1993: Real Love (Untamed Heart)
- 1993: Saturday Night Live - Matt Foley: A Scary Story on Halloween
- 1994: FernGully – Christa und Zaks Abenteuer im Regenwald (FernGully: The Last Rainforest)
- 1994: Interview mit einem Vampir (Interview with the Vampire)
- 1994: Jimmy Hollywood
- 1995: Murder in the First
- 1996: Operation: Broken Arrow (Broken Arrow)
- 1996: Das Rosenbett (Bed of Roses)
- 1997: Austin Powers – Das Schärfste, was Ihre Majestät zu bieten hat (Austin Powers: International Man of Mystery)
- 1997: In letzter Konsequenz (Julian Po)
- 1998: Basils Liebe (Basil)
- 1998: Hard Rain
- 1998: Very Bad Things
- 2000: Rufmord – Jenseits der Moral (The Contender)
- 2000: Crime is King (3000 Miles to Graceland)
- 2001: Windtalkers
- 2001: Jagd auf Mr. Tout (Who Is Cletis Tout?)
- 2002: Hard Cash – Die Killer vom FBI (Run for the Money)
- 2002: The West Wing (Fernsehserie, 3 Folgen)
- 2003: Alias – Die Agentin (Alias, Fernsehserie, 2 Folgen)
- 2003: Masked and Anonymous
- 2004: The Good Shepherd
- 2004: Pursued – Ein Headhunter kennt keine Gnade (Pursued)
- 2004: Mindhunters
- 2004: Churchill: The Hollywood Years
- 2005: The Deal – Im Visier der Öl-Mafia (The Deal)
- 2005: Alone in The Dark
- 2006: Hollow Man 2
- 2006: Bobby
- 2006: My Name Is Earl (Fernsehserie, eine Folge)
- 2007: Slipstream
- 2007: Amok – He Was a Quiet Man (He was a Quiet Man)
- 2008: Love Lies Bleeding
- 2008: My Own Worst Enemy (Fernsehserie, 9 Folgen)
- 2009: Dolan’s Cadillac
- 2009: Lass es, Larry! (Curb Your Enthusiasm, Fernsehserie, eine Folge)
- 2009: Lies & Illusions
- 2009–2010: The Forgotten – Die Wahrheit stirbt nie (The Forgotten, Fernsehserie, 17 Folgen)
- 2010: The Office (Fernsehserie, eine Folge)
- 2011: Sacrifice – Tag der Abrechnung (Sacrifice)
- 2011–2012: Breaking In (Fernsehserie, 20 Folgen)
- 2011: The River Murders – Blutige Rache (The River Murders)
- 2012: Der Übergang – Rites of Passage (Rites of Passage)
- 2012: Assassin’s Bullet – Im Visier der Macht (Sofia)
- 2012: Playback
- 2012: Dawn Rider
- 2012: Soldiers of Fortune
- 2012: El Gringo
- 2012: Guns and Girls (Guns, Girls and Gambling)
- 2012: 20 Minutes – The Power of Few (The Power of Few)
- 2012: Shootout – Keine Gnade (Bullet to the Head)
- 2013: The Ark – Wir sind nicht allein (Stranded)
- 2013: Nymphomaniac
- 2013: Silent Assassins – Lautlose Killer (Assassins Run)
- 2014: Katies Blog (Ask Me Anything)
- 2014: Mind Games (Fernsehserie, 13 Folgen)
- 2014: Way of the Wicked – Der Teufel stirbt nie (Way of the Wicked)
- 2015: Hot Tub Time Machine 2
- 2015: Two and a Half Men (Fernsehserie, Folge 12x16)
- 2015–2019: Mr. Robot (Fernsehserie, 43 Folgen)
- 2016: King Cobra
- 2017: Ein ganz gewöhnlicher Held (The Public)
- 2017: Die Frau des Nobelpreisträgers (The Wife)
- 2020: Dirty John (Fernsehserie, 8 Folgen)
- 2020: We Can Be Heroes
- 2021: Dr. Death (8 Folgen)
- 2021–2022: Inside Job (Fernsehserie)
- 2022: Willow (Fernsehserie, Folge 1x06)
- 2022: Fleishman Is in Trouble (Fernsehserie, 3 Folgen)
- 2023: Chupa
- 2023: Freelance
- 2024: Unfrosted
- 2024: Blink Twice
- 2024–2025: Dexter: Original Sin (Fernsehserie)
- 2025: If I Had Legs I’d Kick You

## Auszeichnungen (Auswahl)
- 1992: Nominiert für die Goldene Himbeere als „schlechtester Nebendarsteller“ in Die wahren Bosse – Ein teuflisches Imperium und Robin Hood – König der Diebe
- 1993: MTV Movie Award als „begehrtester Schauspieler“ und für „Bester Kuss“ (mit Marisa Tomei) in Real Love
- 1994: Nominiert für den Saturn Award als „bester Hauptdarsteller“ in True Romance
- 2000: Csapnivalo Award: Golden Slate als „bester männlicher Darsteller“ für Very Bad Things
- 2016: Satellite Award als „bester Nebendarsteller“ in Mr. Robot
- Jan. 2016: Critics’ Choice Television Award als „bester Nebendarsteller in einer Dramaserie“ für Mr. Robot
- 2016: Golden Globe Award als „bester Nebendarsteller – Serie, Miniserie oder Fernsehfilm“ für Mr. Robot